# KFC Overijse
Dernière mise à jour : 26 septembre 2011.
Le Koninklijke Football Club Overijse est un ancien club belge de football basé à Overijse à la périphérie Sud de Bruxelles. Porteur du "matricule 3028", ce club disparaît en 1998 lorsqu'il fusionne avec le V. Eendracht Maleizen-Tombeek pour former le Tempo Overijse.
Le matricule 3028 a joué 10 saisons en séries nationales.

## Repères historiques
- 1932 : 26/01/1932, fondation de FOOTBALL CLUB OVERIJSE.
- 1934 : FOOTBALL CLUB OVERIJSE s'affilie à l'URBSFA qui lui attribue le matricule 3028.
- 1965 : Champion de P1 Brabant, FOOTBALL CLUB OVERIJSE accède aux séries nationales pour la première fois de son Histoire. L'aventure dure neuf saisons.
- 1991 : Reconnu "Société Royale", FOOTBALL CLUB OVERIJSE (3028) prend le nom de KONINKLIJKE FOOTBALL CLUB OVERIJSE (3028), le 29/05/1991
- 1997 : KONINKLIJKE FOOTBALL CLUB OVERIJSE touche le fond en étant relégué en 3e Provinciale Brabant (7e niveau).
- 1998 : 30/06/1998, KONINKLIJKE FOOTBALL CLUB OVERIJSE (3028) fusionne avec VOETBAL EENDRACHT MALEIZEN-TOMBEEK pour former TEMPO OVERIJSE MALEIZEN-TOMBEEK (8715). Le matricule 3028 disparaît.

## Classements en séries nationales
- Statistisques clôturées - Club disparu

### Bilan
| Niv | Divisions    | Jouées | Titres | TM Up | TM Down |
| --- | ------------ | ------ | ------ | ----- | ------- |
| I   | 1e nationale | 0      | 0      |       |         |
| II  | 2e nationale | 0      | 0      |       |         |
| III | 3e nationale | 0      | 0      |       |         |
| IV  | 4e nationale | 10     | 0      |       |         |
|     |              |        |        |       |         |
|     | TOTAUX       | 10     | 0      |       |         |

- TM Up= test-match pour départager des égalités, ou toutes formes de Barrages ou de Tour final pour une montée éventuelle.
- TM Down= test-match pour départager des égalités, ou toutes formes de Barrages ou de Tour final pour le maintien.

### Saisons
| Ordre | Saison  | Nom du club                            | Niveau                      | Classement final | Remarques           |
| ----- | ------- | -------------------------------------- | --------------------------- | ---------------- | ------------------- |
| 1     | 1965-66 | FC Overijse                            | Promotion série A           | 4e/16            |                     |
| 2     | 1966-67 | FC Overijse                            | Promotion série D           | 4e/16            |                     |
| 3     | 1967-68 | FC Overijse                            | Promotion série C           | 5e/16            |                     |
| 4     | 1968-69 | FC Overijse                            | Promotion série C           | 10e/16           |                     |
| 5     | 1969-70 | FC Overijse                            | Promotion série A           | 6e/16            |                     |
| 6     | 1970-71 | FC Overijse                            | Promotion série B           | 11e/16           |                     |
| 7     | 1971-72 | FC Overijse                            | Promotion série A           | 9e/16            |                     |
| 8     | 1972-73 | FC Overijse                            | Promotion série D           | 7e/16            |                     |
| 9     | 1973-74 | FC Overijse                            | Promotion série A           | 15e/16           | Relégué !           |
|       |         |                                        |                             |                  | séries provinciales |
| 10    | 1985-86 | FC Overijse                            | Promotion série C           | 16e/16           | Relégué !           |
|       |         |                                        |                             |                  | séries provinciales |
|       | 1998    | Fusion avec V. Eendr. Maleizen-Tombeek | Le matricule 3028 disparaît |                  |                     |